# Appellationsdomstol

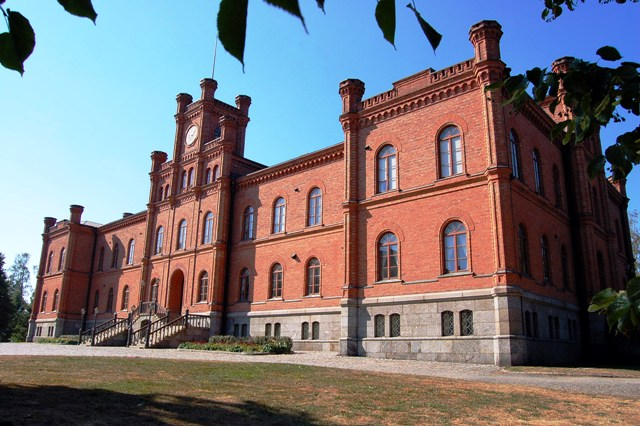
Appellationsdomstol i Vasa, Finland.

Appellationsdomstol (engelska: appellate court, franska: cour d'appel, tyska: Appellationsgericht) är en domstol, vilken såsom andra instans, efter skedd överklagan (appellation) från en underrätt, avgör rättegångsmål.

## Sverige
I Sverige är till exempel hovrätterna och Högsta domstolen appellationsdomstolar, liksom kammarrätterna och Högsta förvaltningsdomstolen.

## USA
I USA finns det appellationsdomstolar inom såväl federal och delstatlig jurisdiktion.